# Jean-Louis Michon
Jean-Louis Michon (n. 13 aprilie 1924, Nancy, Franța – d. 22 februarie 2013, Geneva, Geneva, Elveția) a fost traducător, scriitor francez și specialist în arta islamică și în sufism. Mai este cunoscut și sub numele de Ali Abd al-Khaliq, nume pe care l-a adoptat după convertirea la islam.

## Biografie
Jean-Louis Michon s-a născut în data de 13 aprilie 1924 la Nancy, Franța. În timpul liceului s-a alăturat unui cerc de studiu al religiilor, fiind interesat de supranatural. Pasiunea sa a rămas încă vie, în ciuda faptului că a urmat în paralel două specializări diferite: drept și limba și literatură engleză. După ce a devenit licențiat în aceste domenii a plecat la Paris pentru a studia științe politice. Acolo a intrat în contact pentru prima dată cu opera filosofului René Guénon care a avut o influență decisivă asupra sa. A devenit foarte interesat de tradițiile Asiei, în mod special de hinduism, budism și de Japonia, dorindu-și să viziteze această țară. Interesul pentru Japonia a apărut după ce a citit eseurile călugărului Suzuki Daisetz Teitaro.
În anul 1945 s-a înrolat o scurtă perioadă până la capitularea Japoniei, iar apoi s-a întors la Paris pentru a-și da ultimele examene. În această perioadă, pe când se afla la bibliotecă, a citit un articol despre Shaykh Ahmad Al-Alawi, un maestru sufi în confreria căruia s-au inițiat mulți europeni. Marcat de informațiile descoperite, Michon a devenit to mai interesat de studiul islamului. A hotărât, în cele din urmă, să frecventeze moscheile din Paris și s-a convertit la islam, luându-și numele de Ali Abd al-Khaliq. Unul dintre cei pe care i-a întâlnit într-o moschee și care l-a ajutat cu inițierea a fost românul Mihai Vâlsan, convertit și el la islam.
În anul 1946, Michon a plecat la Lausanne unde l-a întâlnit pe Frithjof Schuon, discipol al lui Shaykh Ahmad Al-Alawi și a cerut să fie inițiat de către acesta în confreria Alawiyyah. În același an, Michon primit oferta de a fi profesor de limba engleză la Damasc. S-a folosit de acest prilej pentru a studia islamul mai bine în Siria. În anul 1947 a plecat în Egipt în vizită la René Guénon. În anul 1949 se mută la Lausanne. În 1953 s-a căsătorit și a avut o fiică. Din anul 1955 s-a mutat la Geneva și a lucrat în colaborare cu Organizația  Mondială a Sănătății ca traducător autorizat până în anul 1972. în această perioadă a obținut și un doctorat la Sorbona în studii islamice. Între 1972-1980 a lucrat pentru UNESCO în Maroc.